# جعفر سلطان القرائی

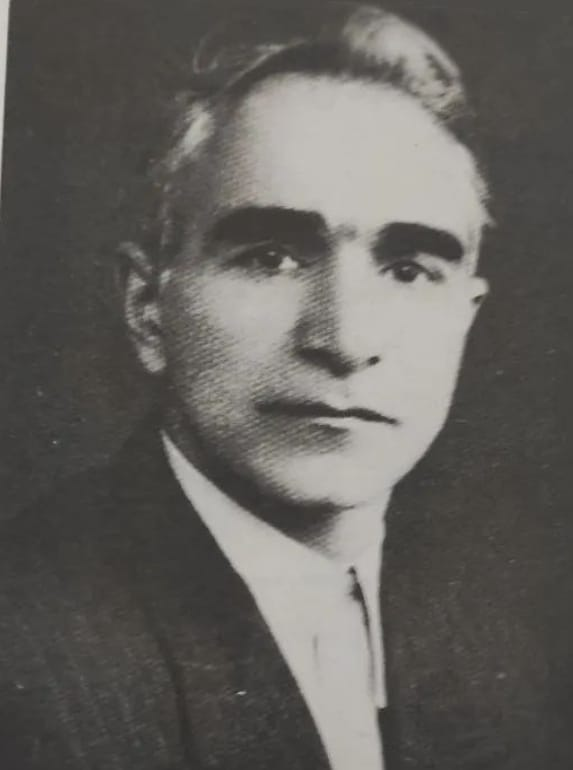

جعفر سلطان القرائی (Sultan Qurraie) (۱۲۸۳ -۲۷ دی ۱۳۶۷) کتاب شناس، نسخه شناس، مصحح، خطاط و نقاش ایرانی بود. از وی آثار متعددی در زمینه خطاطی نستعلیق، نسخ، ثلث و شکسته نستعلیق، تذهیب، نقاشی سیاه قلم و آثار ادبی برجا مانده است خط نسخ و تعلیق را نزد حاجی میرزا محمد حسین مکتب دار، از شاگردان میر سید حسین خوشنویس باشی، و میرزا عبدالرسول منشی آموخت. همین تسلط وی در حوزه کتابشناسی،  نقاشی، خطاطی، تذهیب و چهره پردازی بود که از او در این زمینه ها فردی برجسته ساخت تا آنجا که وقتی کتابخانه مجلس شورای ملی تصمیم گرفت کمیسیونی برای خرید نسخه های خطی ترتیب دهد، از وی به عنوان فردی با تجربه در زمینه خریداری  نسخ خطی و قیمت گذاری آن بهره برد. استاد سلطان القرایی نه تنها در ایران بلکه در خارج  نیز محل وثوق در شناخت نسخه های خطی بود، به طوری که از ترکیه، پاکستان و افغانستان انواع نسخ خطی را جهت ارزیابی و قیمت گذاری نزد وی می فرستادند. او برای تصحیح کتابروضات الجنان و جنات الجنان در سال ۱۳۴۹ برنده جایزه سلطنتی کتاب سال شد.
وی با بهره از استادان و خوشنویسان بزرگ زمان، خط را زیبا و خوش می نوشت و در صنعت صحافی، وراقی و وصالی مهارت بسیار داشت. متخصص صحافی به طریق سنتی و عضو کمیسیون خرید نسخه های خطی در کتابخانۀ مجلس شورای ملی و کتابخانه ملی سنا بود.

## زندگی نامه
حاج میرزا جعفر سلطان القرایی در ۱۲۸۳ ه .ش در محله شتربان تبریز در خانواده ای روحانی متولد شد. مادرش سیده خانمی نسب به  میرزا یوسف صدرالاشراف از بنی اعمام میرزا ابوالقاسم قائم مقام فراهانی می رساند. وی مقدمات علوم ادبیه،  عربیه و قرآن مجید را نزد پدر و برادرش حاج میرزا جواد سلطان القرایی که فقیهی عالیقدر بود، فرا گرفت. همچنین محضر علما، فقها و مدرسانی چون حاج میرزا سید ابوالحسن انگجی، آقا میرزا رضی زنوزی و حاج میرزا علی اصغر ملک را درک کرد و بدین ترتیب در فقه، اصول، علم الرجال، تاریخ و ادبیات فارسی و عربی تبحر یافت و صاحب نظر و صاحب نام گردید. استاد سلطان القرایی در اواسط عمر خویش با دختر دوم حاج میرزا علی خان سرکارات که از اعیان رجال زمان خود و صاحب مکارم اخلاق و محامد اوصاف بود ازدواج کرد و از او دو فرزند به دنیا آمد .فرزند کوچکتر در سالهای اولیه زندگی خود درگذشت و ناهید تنها دختر وی در عنفوان جوانی در بیست و یک سالگی در حالی که مجال به آغوش کشیدن فرزندخود را نیافت جان به جان آفرین تسلیم کرد. نام فرزند نورسیده اش را نیز ناهید میگذارند. سی و سه سال پس از فقدان جعفر سلطان القرایی این یگانه نواده اش بانو ناهید خواجه نصیری (از نوادگان خواجه نصیرالدین طوسی)بعد از طی دو ماه بستری در بخش مراقبت های ویژه به علت بیماری کرونا در ۲۳ شهریور ۱۴۰۰ نقاب خاک بر چهره زد. از این بانوی فرهیخته سه فرزند با نام های بهار، صبا و صفا باقیست.
علامه جعفر مدتی نیز به تجارت روی آورد و در تبریز، مراغه و مازندران و گاهی نیز در خارج از ایران به داد و ستد پرداخت. او در سفر نیز دمی از مطالعه و تحقیق غافل نبود و از آنجا که در شناخت  نسخه های خطی تبحر داشت، در خارج از ایران نیز هرگاه نسخه ای ارزنده می یافت، می خرید و به ایران  می آورد. همین حمیت و توجه او به میراث گرانبهای فرهنگ و تمدن ایران بود که به تأسیس کتابخانه ای وزین انجامید که در اواخر عمر آن را به کتابخانه مجلس واگذار کرد. در ششم اردیبهشت ماه سال ۱۳۸۹ هجری شمسی از سوی انجمن آثار و مفاخر فرهنگی، مجلس بزرگداشتی به یاد استاد علامه جعفر سلطان القرائی ترتیب داده شد و در آن از خدمات ایشان به تاریخ، فرهنگ، علم و ادب این سرزمین تجلیل به عمل آمد و جهت یاد بود، ترجمه احوال و آثارشان در یک مجلد تدوین و انتشار یافت. همزمان در کتابخانه سلیمانیه استانبول، مجلس نکوداشتی به پاس تشخیص دقیق کتب خطی آن کتابخانه از ایشان به عمل آمد. کتابخانه ای که به احترام این خدمت بزرگ در قبال کتب خطی آن، هنوز اتاق کارش را به یادبود نگه داشته است.

## آثار
- المحافل
- روضات الجنان و جنات الجنان-